# Henry Lauterbach
Pour les articles homonymes, voir Lauterbach.
Henry Lauterbach (né le 22 octobre 1957 à Buttstädt) est un athlète allemand, spécialiste du saut en hauteur et du saut en longueur.

## Biographie
Concourant pour la République démocratique allemande dès la fin des années 1970, il se distingue dans deux épreuves de saut en détenant des records personnels à 2,30 m à la hauteur (1978) et 8,35 m à la longueur (1981). 
Quatrième du concours du saut en hauteur des Championnats d'Europe 1978, il termine au pied du podium des Jeux olympiques de 1980 après avoir égalé, en finale, à deux reprises, le record olympique de la discipline (2,27 m puis 2,29 m).
En 1982, au saut en longueur, Henry Lauterbach remporte le titre des Championnats d'Europe en salle de Turin en établissant la marque de 7,86 m. Il devance le Suisse Rolf Bernhard et l'Italien Giovanni Evangelisti.

### Palmarès
| Date | Compétition                    | Lieu   | Résultat | Épreuve          | Marque |
| ---- | ------------------------------ | ------ | -------- | ---------------- | ------ |
| 1978 | Championnats d'Europe          | Prague | 4e       | Saut en hauteur  | 2,26 m |
| 1980 | Jeux olympiques                | Moscou | 4e       | Saut en hauteur  | 2,29 m |
| 1982 | Championnats d'Europe en salle | Turin  | 1er      | Saut en longueur | 7,86 m |

### Records
| Épreuve          | Performance | Lieu    | Date         |
| ---------------- | ----------- | ------- | ------------ |
| Saut en hauteur  | 2,30 m      | Potsdam | 19 août 1978 |
| Saut en longueur | 8,35 m      | Erfurt  | 2 août 1981  |